# Aksakov (cráter)
Aksakov es un cráter de impacto de 174 km de diámetro del planeta Mercurio. Debe su nombre al escritor ruso Serguéi Aksákov (1791-1859), y su nombre fue aprobado por la  Unión Astronómica Internacional en 2012.